# Naveta d'enterrament
Una naveta d'enterrament és una tomba monumental de caràcter col·lectiu, un tipus d'edifici construït amb tècnica ciclòpia (utilització de grans pedres formant filades), de caràcter funerari i exclusiu de l'illa de Menorca. Es varen construir durant l'Edat del Bronze, entre el pretalaiòtic i l'inici del talaiòtic. Tot i la semblança que tenen amb les navetes d'habitació, tenen una funció força diferent i una cronologia no del tot sincrònica.
Un dels primers autors que es va ocupar d'aquestes estructures va ser Joan Ramis i Ramis, a la seva obra Antigüedades célticas de la isla de Menorca, que és el primer llibre en castellà íntegrament dedicat a la prehistòria.

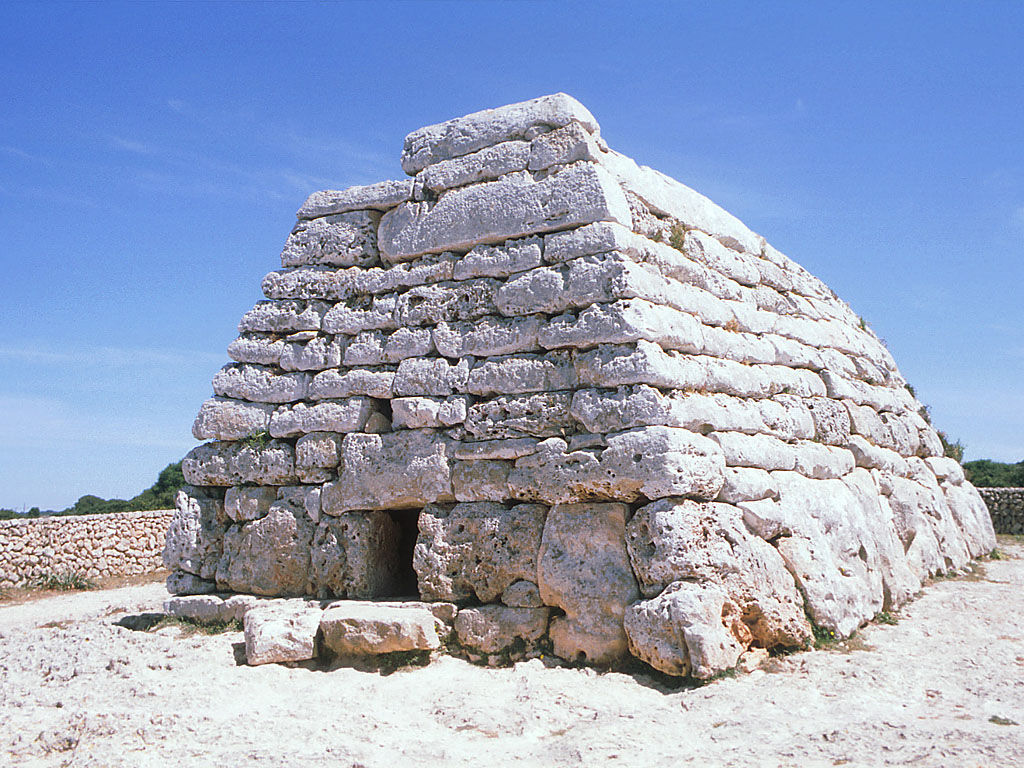
Naveta des Tudons, Menorca

## Estructures anteriors a les navetes d'enterrament
En els últims anys alguns investigadors han proposat que les navetes d'enterrament són una evolució de les estructures funeràries anteriors localitzades a la zona sud-est de l'illa, els dòlmens. Aquesta evolució, però, no és directa i s'han documentat el que podrien ser un seguit d'edificis intermedis entre el dolmen i la naveta pròpiament dita. Ens referim als sepulcres de triple parament o proto-navtetes i a les navetes de planta circular.
El primer tipus constructiu es va documentar a inicis del segle XXI als jaciments de Son Olivaret i Ses Arenes de Baix. Totes dues construccions es desenvolupen a partir d'una cambra central de forma ovalada, la qual es troba envoltada per tres filades concèntriques de grans pedres que tindrien la funció de subjectar el túmul de terra que cobriria l'estructura. Sembla que aquests monuments funeraris són força similars als dòlmens tot i que destaca el canvi en la forma de la cambra i el passadís d'entrada: en el cas de Son Olivaret i Ses Arenes de Baix s'ha documentat que no tenen llosa perforada. Cronològicament es varen utilitzar entre el 1700 i el 1300 aC coincidint amb el final de l'ús dels dòlmens.

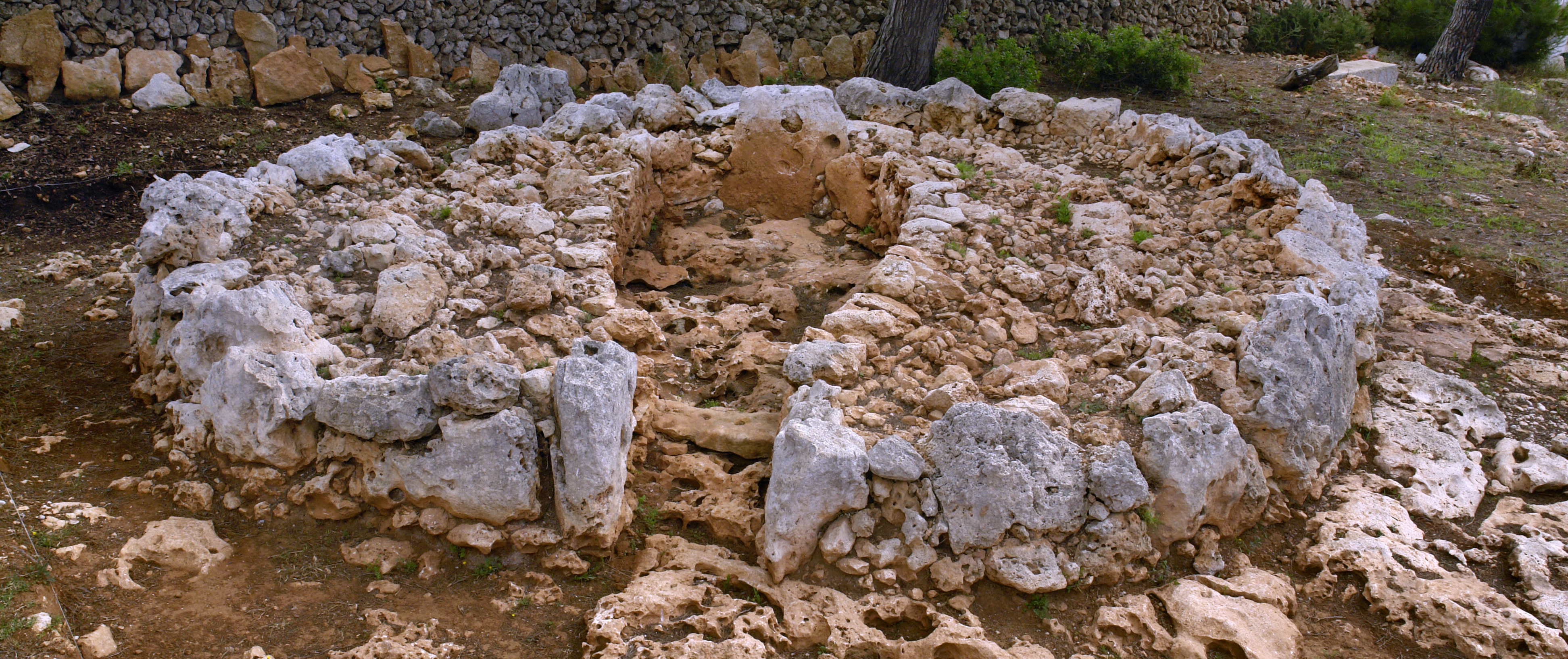
Sepulcre de Triple Parament de Son Olivaret (Ciutadella). Fotografia Museu de Menorca

Les navetes de planta circular també s'assemblen als dòlmens, presenten una cambra rectangular i un passadís d'entrada amb una llosa perforada que separa la cambra del corredor. La gran diferència recau en que el túmul de terra del dolmen és substituït en aquests edificis per un recobriment amb pedres, fet que fa més plausible l'evolució cap a les navetes d'enterrament. Alguns exemples d'aquest tipus d'edificis són: Biniac-l'Argentina, Torrellisar, etc.

## Navetes d'enterrament
Tant si l'evolució interna va ser a partir dels models descrits anteriorment o no, la naveta d'enterrament és el monument funerari més monumental i exclusiu solament de l'illa de Menorca, que va ser utilitzat entre el 1050 i el 850 aC.
Es tracta d'un edifici amb una tipologia variada: la majoria d'estructures són de planta allargada com la d'es Tudons, algunes presenten dos pisos comunicats i d'altres només un; unes tenen el passadís d'entrada construït amb lloses i en d'altres l'accés es fa a través d'una llosa perforada (recordant els antics dòlmens). A dia d'avui, l'arqueologia no pot respondre a què es deu aquesta diversitat tipològica, però a partir de les datacions sembla que no es poden establir diferències cronològiques.
El fet que les actuacions arqueològiques dutes a terme en aquestes navetes es fessin seguint metodologies antigues, i que la visibilitat de les estructures arreu del territori ha provocat que hagin estat objecte d'espoli, fa que la informació que tenim a dia d'avui sobre aquestes estructures, els individus inhumats en elles, els rituals que s'hi portaven a terme, etc., siguin parcials i poc aclaridores.
Malgrat aquesta manca d'informació podem destacar que s'ha documentat una major presència d'objectes d'aixovar que en els sepulcres anteriors tot i que sembla que hi ha una certa continuïtat. Ens referim a botons triangulars d'os, gran quantitat de ceràmica, punxons, braçalets, ganivets, puntes de llança, o denes bicòniques.
Rep aquest nom per la semblança a una nau cap per avall.

## Candidatura de la Menorca Talaiòtica a patrimoni mundial
Actualment, una selecció de jaciments prehistòrics de Menorca opten a ser declarats patrimoni de la humanitat per la UNESCO, sota el nom de Menorca Talaiòtica. Els jaciments en qüestió són: Necròpolis de Cala Morell, Naveta des Tudons, Es Castellàs des Caparrot de Forma, Ses Roques Llises, Trepucó, Poblat talaiòtic de Torralba d'en Salort, Cova des Càrritx, Taula de Torrellisar, Hipogeu de Torre del Ram, Hipogeus de Biniai Nou, Monument de na Comerma de sa Garita, Naveta de Biniac Oriental, Navetes de Rafal Rubí, Necròpolis i Es Castellet de Calescoves, Poblat de Son Mercer de Baix, Poblat talaiòtic de Binissafúller, Poblat talaiòtic de Montefí, Sa Cudia Cremada, Poblat talaiòtic de Sa Torreta, Poblat talaiòtic de Sant Agustí, Torrellafuda, Torretrencada, Sala hipòstila des Galliner de Madona, So na Caçana, Sepulcre de Son Olivaret, Talaiot de Torelló, Talaiot de Trebalúger, Poblat de Cala Morell, Torre d'en Galmés, Cornia Nou.